# Platinum End
Platinum End (jap. プラチナエンド Purachina endo) – manga napisana przez Tsugumiego Ōbę i zilustrowana przez Takeshiego Obatę, publikowana na łamach magazynu „Jump Square” wydawnictwa Shūeisha od listopada 2015 do stycznia 2021. Całość została zebrana w 14 tomach. 
Na podstawie mangi studio Signal.MD stworzyło 24-odcinkowy serial anime, który emitowano od października 2021 do marca 2022.

## Fabuła
Mirai Kakehashi to młody osierocony uczeń liceum, który po śmierci swoich rodziców i brata mieszka ze swoją brutalną ciotką i wujem. Pewnego dnia Mirai nie jest już w stanie tego znieść i postanawia popełnić samobójstwo, jednak zostaje uratowany przez Anioła Stróża o imieniu Nasse, która daje mu również specjalne moce. Dowiedziawszy się od Nasse, że to jego ciotka i wuj byli odpowiedzialni za śmierć jego rodziców z powodu zazdrości i nienawiści, Mirai wykorzystuje otrzymane moce, aby wymierzyć im sprawiedliwość. To jednak dopiero początek jego historii, ponieważ Nasse wkrótce informuje go, że za 999 dni Bóg ustąpi ze swojego stanowiska, a trzynastu kandydatów zostało wybranych na jego następcę – jednym z nich jest Mirai. Co gorsza, chłopak zostaje zmuszony do wzięcia udziału w rywalizacji o miano nowego Boga, a niektórzy z pozostałych kandydatów zrobią wszystko, aby wygrać – nawet zabijając wszystkich swoich przeciwników. Aby stawić czoła bezwzględnym zabójcom, Mirai tworzy sojusz z kilkoma kandydatami, którzy podzielają jego cel: wygrać konkurs bez zabijania innych uczestników.

## Bohaterowie
- Mirai Kakehashi (jap. 架橋 明日 Kakehashi Mirai)

Seiyū: Miyu Irino 
- Nasse (jap. ナッセ)

Seiyū: Yui Ogura 
- Saki Hanakago (jap. 花籠 咲 Hanakago Saki)

Seiyū: M.A.O 
- Revel (jap. ルベル Ruberu)

Seiyū: Natsuki Hanae 

## Manga
Seria ukazywała się w magazynie „Jump Square” od 4 listopada 2015 do 4 stycznia 2021. Wydawnictwo Shūeisha zebrało jej rozdziały w 14 tankōbonach, wydawanych od 4 lutego 2016 do 4 lutego 2021.
| Nr | Data wydania (język japoński) | ISBN (język japoński)  |
| -- | ----------------------------- | ---------------------- |
| 1  | 4 lutego 2016                 | ISBN 978-4-08-880637-2 |
| 2  | 2 maja 2016                   | ISBN 978-4-08-880709-6 |
| 3  | 4 sierpnia 2016               | ISBN 978-4-08-880760-7 |
| 4  | 4 listopada 2016              | ISBN 978-4-08-880814-7 |
| 5  | 3 lutego 2017                 | ISBN 978-4-08-881009-6 |
| 6  | 2 czerwca 2017                | ISBN 978-4-08-881080-5 |
| 7  | 2 listopada 2017              | ISBN 978-4-08-881161-1 |
| 8  | 4 kwietnia 2018               | ISBN 978-4-08-881370-7 |
| 9  | 4 września 2018               | ISBN 978-4-08-881426-1 |
| 10 | 4 lutego 2019                 | ISBN 978-4-08-881729-3 |
| 11 | 4 lipca 2019                  | ISBN 978-4-08-881887-0 |
| 12 | 4 lutego 2020                 | ISBN 978-4-08-882190-0 |
| 13 | 4 września 2020               | ISBN 978-4-08-882392-8 |
| 14 | 4 lutego 2021                 | ISBN 978-4-08-882555-7 |

## Anime
2 grudnia 2020 Pony Canyon zarejestrowało domenę „Anime-PlatinumEnd.com”, a 19 grudnia tego samego roku, podczas internetowego wydarzenia Jump Festa ’21, ogłoszono, że seria otrzyma adaptację w formie telewizyjnego serialu anime, który wyprodukuje studio Signal.MD. Hideya Takahashi wyreżyserował „pierwszą serię”, natomiast Kazuchika Kise odpowiadał za reżyserię „drugiej serii”. Scenariusz napisał Shin’ichi Inozume, postacie zaprojektował Kōji Ōdate, a muzykę skomponował Masahiro Tokuda. 24-odcinkowy serial był emitowany w stacjach TBS, BS11 od 8 października 2021 do 25 marca 2022. Prawa do streamingu serii nabył Crunchyroll.

### Ścieżka dźwiękowa
| Nr             | Tytuł        | Wykonawca     | Źródło   |
| Czołówka       | Czołówka     | Czołówka      | Czołówka |
| -------------- | ------------ | ------------- | -------- |
| 1              | „Sense”      | Band-Maid     | [ 26 ]   |
| Napisy końcowe |              |               |          |
| 1              | „Kōfuku-Ron” | Yuu Miyashita | [ 26 ]   |
| 2              | „Last Straw” | Kuhaku Gokko  | [ 27 ]   |